# Nicola Del Principe
Nicola Del Principe (Pescasseroli, 5 aprile 1927 – 28 marzo 2002) è stato un fumettista italiano fra i principali autori della serie Soldino che ha disegnato per oltre trent'anni.

## Biografia
Inizia la carriera disegnando vignette satiriche in un giornale locale della Democrazia Cristiana per la quale realizzava anche manifesti elettorali. Trasferitosi a Milano, dal 1949 illustra storie per alcune testate dell'editore Marino Tomasina e delle Edizioni Alpe di Giuseppe Caregaro.
Sin dalla fondazione inizia a collaborare con la casa editrice Bianconi, per la quale nel 1952 lavora alla testata Trottolino, nella quale oltre a occuparsi di numerose storie del personaggio principale introduce la serie di Papys Bill, in seguito protagonista di una testata autonoma. Sempre per Bianconi in seguito disegna Soldino, che disegnerà per oltre trent'anni, oltre a Nonna Abelarda, Pinocchio, Tom & Jerry, Birillo e altre serie minori fino agli anni ottanta. Lavora anche per editori francesi disegnando varie serie avventurose come Tom Billiby, Il Cavaliere mascherato, Galix, Roy Texas, Jonny Hallebarde, Dragut. Collabora inoltre con l'Editrice Dardo, per la quale illustra storie di Capitan Miki e del grande Blek e, negli anni settanta, è autore di fumetti erotici come Il camionista e Angelica.
Muore nel 2002.